# Bahnstrecke Kellersberg–Siersdorf
| Streckennummer (DB): | 2557 (Abzw Kellersberg–Mariagrube) 2556 (Mariagrube–Grube Emil Mayrisch)               |                                        |                                        |
| Kursbuchstrecke (DB): | 245k (ab Sommer 1953) 245h (ab Sommer 1957) 245f (ab Sommer 1961) 453 (ab Sommer 1972) |                                        |                                        |
| Streckenlänge: | 6,5 km                                                                                 |                                        |                                        |
| Spurweite: | 1435 mm (Normalspur)                                                                   |                                        |                                        |
| Maximale Neigung: | 18,036 ‰                                                                               |                                        |                                        |
| Minimaler Radius: | 300 m                                                                                  |                                        |                                        |
| Streckengeschwindigkeit: | 50 km/h                                                                                |                                        |                                        |
| Zweigleisigkeit: | –                                                                                      |                                        |                                        |
| |                                                                                        |                                        |                                        |
| \| \| 5,8 \| Grube Emil Mayrisch Gbf (zuletzt Anst) \| Grube Emil Mayrisch Gbf (zuletzt Anst) \| \| \| 5,8 \| Grube Emil Mayrisch Pbf \| Grube Emil Mayrisch Pbf \| \| \| \| Grenze des Zechengeländes \| \| \| \| 4,9 \| Siersdorf \| 122 m \| \| \| 1,9 \| Hoengen Nord \| 148 m \| \| \| \| von Jülich \| \| \| \| 0,0 \| Mariagrube (im 19. Jhdt.: Höngen[1]) \| 164 m \| \| \| \| zum Abzw Kellersberg (ab 1953) \| \| \| \| \| von Mariadorf (bis ca. 1953) \| \| \| \| \| von Stolberg \| \| \| \| 0,7 \| Kellersberg (Abzw) \| Kellersberg (Abzw) \| \| \| \| nach Herzogenrath \| \| \| \| \| nach Würselen \| \| |                                                                                        |                                        |                                        |
| Kopfbahnhof Streckenanfang (Strecke außer Betrieb) | 5,8                                                                                    | Grube Emil Mayrisch Gbf (zuletzt Anst) | Grube Emil Mayrisch Gbf (zuletzt Anst) |
| Strecke (außer Betrieb) · Kopfbahnhof Streckenanfang (Strecke außer Betrieb) | 5,8                                                                                    | Grube Emil Mayrisch Pbf                | Grube Emil Mayrisch Pbf                |
| Verschwenkung nach links (Strecke außer Betrieb) · Verschwenkung nach rechts (Strecke außer Betrieb) |                                                                                        | Grenze des Zechengeländes              | Grenze des Zechengeländes              |
| Haltepunkt / Haltestelle (Strecke außer Betrieb) | 4,9                                                                                    | Siersdorf                              | 122 m                                  |
| Haltepunkt / Haltestelle (Strecke außer Betrieb) | 1,9                                                                                    | Hoengen Nord                           | 148 m                                  |
| Abzweig geradeaus und von links (Strecke außer Betrieb) |                                                                                        | von Jülich                             | von Jülich                             |
| Bahnhof (Strecke außer Betrieb) | 0,0                                                                                    | Mariagrube (im 19. Jhdt.: Höngen)      | 164 m                                  |
| Strecke von links (außer Betrieb) · Abzweig geradeaus und nach rechts (Strecke außer Betrieb) |                                                                                        | zum Abzw Kellersberg (ab 1953)         | zum Abzw Kellersberg (ab 1953)         |
| Strecke (außer Betrieb) · Abzweig geradeaus und von links (Strecke außer Betrieb) |                                                                                        | von Mariadorf (bis ca. 1953)           | von Mariadorf (bis ca. 1953)           |
| Abzweig ehemals geradeaus und von links · Kreuzung geradeaus unten (Strecke geradeaus außer Betrieb) |                                                                                        | von Stolberg                           | von Stolberg                           |
| ehemalige Blockstelle · Strecke (außer Betrieb) | 0,7                                                                                    | Kellersberg (Abzw)                     | Kellersberg (Abzw)                     |
| Strecke nach rechts · Strecke (außer Betrieb) |                                                                                        | nach Herzogenrath                      | nach Herzogenrath                      |
| Strecke (außer Betrieb) |                                                                                        | nach Würselen                          | nach Würselen                          |

Die Bahnstrecke Kellersberg–Siersdorf, früher bekannt als Bahnstrecke Mariagrube–Grube Emil Mayrisch, ist eine kurze Nebenbahn in der Städteregion Aachen zwischen dem Alsdorfer Ortsteil Kellersberg und Siersdorf, die von 1937 bis 1941 durch den Eschweiler Bergwerks-Verein (EBV) praktisch gleichzeitig mit der Grube Emil Mayrisch erbaut wurde und vorrangig der Abfuhr der geförderten Kohle sowie dem Berufsverkehr der in der Zeche beschäftigten Bergleute diente. Durch den Zweiten Weltkrieg und seine Folgen ging die Strecke, ebenso wie die Grube selbst, erst 1952/53 in vollem Umfang in Betrieb. Sie wurde 1953 von der Deutschen Bundesbahn übernommen. Nach vielen Jahren dichten Zugbetriebs ging das Verkehrsaufkommen schließlich zurück. Der Personenverkehr wurde 1982 eingestellt, der Güterverkehr kurz nach Stilllegung von Bergwerk und Kraftwerk 1996. Die Bahnstrecke wurde jedoch 4 Jahre später von der EVS Euregio Verkehrsschienennetz GmbH übernommen. Aktuell ist in Planung, diese Strecke als Teil einer neuen Verbindung von Aachen über Alsdorf in das 27.000 Einwohner zählende Baesweiler zu reaktivieren.

## Geschichte

### Entstehung

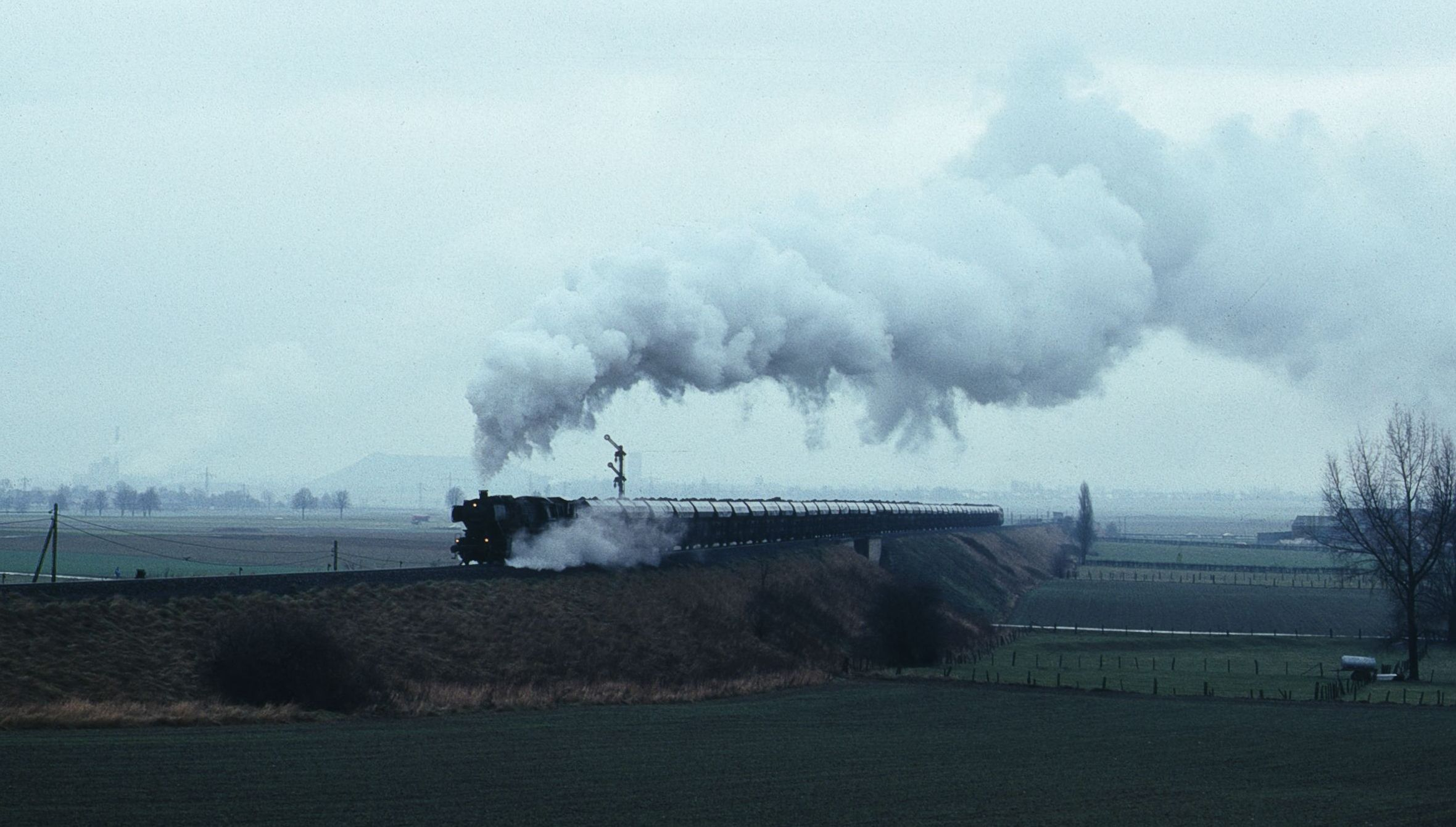
Kohlezug von Grube Emil Mayrisch mit Dampflok 053 031-1 und nachschiebender Diesellok BR 215 passiert das Einfahrsignal des Bahnhofs Mariagrube (1974)

Mitte des Jahres 1937 begann der EBV mit den Vorarbeiten für ein völlig neues Steinkohle-Bergwerk auf freiem Feld bei Siersdorf. Dieser Standort lag zentral zu den künftigen Abbaufeldern und bot ungehinderte Ausdehnungsmöglichkeiten. Das Gelände hatte eine Größe von etwa 100 ha. Direkt im Jahr 1937 begann auch der Bau einer EBV-eigenen Grubenbahn vom Bahnhof Mariagrube an der Bahnstrecke Aachen-Nord – Jülich zum neuen Bergwerksstandort Siersdorf. Sie war in erster Linie für die Erfordernisse des schweren Güterverkehrs trassiert und umfasste lange Dämme, um die Steigung möglichst konstant und unter 20 Promille zu halten. Von Siersdorf bis Mariagrube mussten auf 4,9 km Strecke 42 Höhenmeter überwunden werden, was eine durchschnittliche Steigung von 8,5 Promille ergab. Mit Maximalwerten von 18,036 Promille auf 56 m Länge und 15,556 Promille auf 225 m Länge stellte die Strecke erhebliche Anforderungen an die Lokomotiven, so dass später oft zwei oder drei Maschinen einen Zug beförderten.
Anfang 1938 wurden die Türme zum Abteufen zweier Schächte fertiggestellt. Im Mai 1938 erreichten die Abteufarbeiten eine Tiefe von 452 m und somit das alleroberste Kohlenflöz der umfangreichen und noch weit in die Tiefe und in die Breite gehenden Lagerstätten. Am selben Tag wurde das nach dem luxemburgischen Stahlindustriellen Emil Mayrisch benannte Bergwerk als modernstes seiner Art offiziell eingeweiht – passend zum 100-jährigen Bestehen des EBV. Bevor die planmäßige Kohlenförderung aufgenommen wurde, teufte man jedoch zuerst noch über 200 m weiter ab. 1941 wurde die Anschlussbahn nach Mariagrube fertiggestellt. Ein Lageplan zu einem Bauantrag von 1938 zeigt im Zechengelände lediglich direkt neben den beiden Hauptschächten einen kleinen Güterbahnhof mit einem Haupt-, einem Umfahr- und einem Abstellgleis. Auf einem Lageplan von 1939 sind zwei Abstellgleise und ein temporäres Montagegleis für die Boden-Gefrieranlage hinzugekommen. Durch die Kriegsereignisse kam der Bau dieser Großzeche ins Stocken, es fehlten Bauarbeiter und Material. Als die Amerikaner 1944 die Grube eroberten, war lediglich eine Teufe von 662 m erreicht. Durch die vorangegangenen harten Kämpfe waren jedoch schwerste Zerstörungen eingetreten und die beiden Hauptschächte bis auf 40 m mit Wasser vollgelaufen.
Erst zwei Jahre nach Kriegsende durfte 1947 unter Aufsicht der North German Coal Control weitergebaut werden, 1949 hatten beide Schächte die für den Ansatz der ersten Hauptfördersohle erforderliche Teufe von 710 m erreicht. In der Mangelzeit Nachkriegsdeutschlands musste jedoch viel improvisiert werden, so erhielt Schacht 1 ein Fördergerüst der kriegszerstörten Grube Eschweiler Reserve und 1950 als Antrieb auch die dazugehörige 32 Jahre alte Dampfmaschine. Schließlich konnte am 15. April 1952 die planmäßige Kohlenförderung aufgenommen werden. Sie lieferte wie erwartet erstklassige Kokskohle, allerdings im gesamten Jahr 1952 zunächst nur 58.000 Tonnen, etwa der Inhalt von etwa 60 Güterzügen.
Zwischen 1951 und 1953 wurde im Gelände von Emil Mayrisch ein umfangreicher Güterbahnhof mit zahlreichen Abstell-, Verlade-, Raniger- und Zugbildungs-Gleisen angelegt. 1953 übernahm die Deutsche Bundesbahn (DB) die EBV-Grubenbahn von der Grenze des Zechengeländes an bis nach Mariagrube, erweiterte den Bahnhof Mariagrube und baute für den Kohleverkehr eine Verbindungskurve von Mariagrube in Richtung Alsdorf bis zum neuen Abzweig Kellersberg an der Bahnstrecke Stolberg – Herzogenrath. Außerdem richtete die DB 1953 einen Personenverkehr auf der Strecke ein; hierzu entstanden unterwegs zwei kleine Haltepunkte in relativer Nähe zu den Ortschaften Hoengen und Siersdorf sowie ein nur für den Werksverkehr zugänglicher Personenbahnhof Grube Emil Mayrisch (Pbf), der außerhalb des eigentlichen Grubengeländes 300 m vom Grubeneingang lag.

### Entwicklung des Güterverkehrs

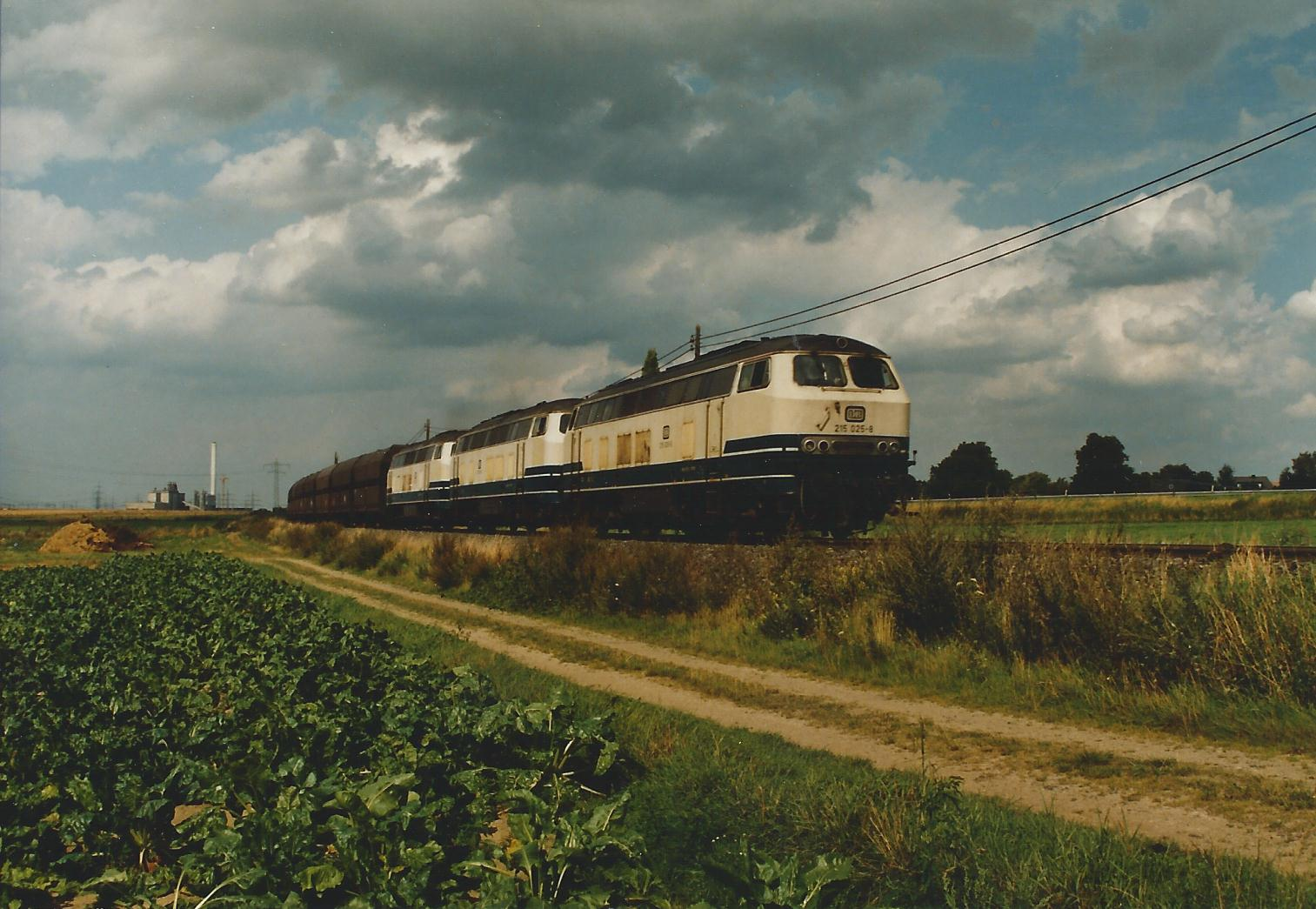
Kohlezug von der Grube Emil Mayrisch mit drei Dieselloks der Baureihe 215, links hinten das Kraftwerk Siersdorf (1987)

Spuren der neuen Strecke finden sich bereits in den Güterzugbildungsvorschriften der Bundesbahndirektion (BD) Köln vom Winter 1952/53. Züge mit Start oder Ziel Siersdorf bzw. Grube Emil Mayrisch sind zwar nicht verzeichnet, doch Seite 158 listet einen Übergabezug Üb 16019 mit Laufweg Mariadorf – Mariagrube (also offensichtlich über die Vorkriegs-Verbindungskurve), gebildet aus „leere[n] Trichterwg [für] Siersdorf aus 8912“. (Nahgüterzug Ng 8912 hat den Laufweg Alsdorf – Stolberg und trägt den Vermerk „Zug bef[ördert] am Schluß leere Trichterwg z[ur] Überführung von Mariadorf nach Mariagrube mit [Zug] 16019“.) Züge mit Startbahnhof Mariagrube gibt es jedoch auch nur wenige und allesamt im Nahbereich (Üb und Ng), so mit den Zielen „Anschluss Kiesschacht“, Mariadorf, Alsdorf (über Mariadorf), Würselen und Jülich, letztere auch als spezielle „Rübenzüge“. Dieses Gesamtbild passt gut zu der Menge von pro Tag durchschnittlich etwa 10 zweiachsigen Wagen voll Kohle (zu je ca. 25 t) in 1952. Zu beachten ist allerdings, dass die Güterzugbildungsvorschriften-Hefte immer nur den längerfristig geltenden Regelfahrplan abbilden, es können also im Prinzip noch diverse Sonder-Güterzüge ad hoc hinzukommen.
1954 wurden insgesamt 388.000 Tonnen Kohle gefördert, was rein rechnerisch etwas mehr als einen 1000-t-Zug pro Tag ergibt, 1960 waren es 1,2 Mio. Tonnen, also schon über drei 1000-t-Züge pro Tag. 1962 wurde neben der Zeche ein Kohlekraftwerk zur Stromproduktion mit einer Leistung von 150 Megawatt errichtet. Dies war etwa ein Drittel der damaligen Leistung des nur 10 km entfernten Braunkohle-Kraftwerks Weisweiler, dessen Gesamtleistung sich allerdings aus vier verschiedenen Blöcken zusammensetzte. Eine Vergrößerung des Siersdorfer Kraftwerks auf 700 Megawatt wurde in den 1970er-Jahren intensiv diskutiert, aber verworfen. Das sogenannte „kleine Kraftwerk“ in Siersdorf sorgte jedoch gelegentlich für Spezialtransporte auf der Schiene. So erreichte beispielsweise am 9. Mai 1979 ein 320 Tonnen schwerer Transformator der Firma Smit für eine neue 400-kV-Umspannanlage das Kraftwerk von Nijmegen aus über Mönchengladbach – Jülich – Mariagrube, verwendet wurde ein 32-achsiger Tragschnabelwagen, der beladen 61 m lang und 600 Tonnen schwer war und von der Lokalpresse als „der Bundesbahn schwerster Transporter“ bezeichnet wurde.
Am 21. Februar 1964 erbrachte Emil Mayrisch mit einer Förderung von 7000 Tagestonnen Europas höchste Tagesleistung, die Zeche war inzwischen hochgradig mechanisiert und galt überregional als Musterbergwerk. Viele Kohlezüge fuhren nur den insgesamt 8 km langen Weg von der Grube Emil Mayrisch bis zur Grube Anna, wo die Kohle zu Koks weiterverarbeitet und erst dann zu ihren Endabnehmern transportiert wurde. Die Züge, die nicht für Alsdorf bestimmt waren, fuhren entweder über Alsdorf weiter bis Herzogenrath, um dort auf die Hauptstrecke Aachen – Mönchengladbach zu wechseln oder sie fuhren in Mariagrube durch den unteren Bahnhofsteil und von dort aus über Würselen nach Stolberg, wo sie ohne Fahrtrichtungswechsel auf die Hauptstrecke in Richtung Köln übergehen konnten. Der Weg über Würselen wurde bis zur Stilllegung des Teilabschnitts Mariagrube – Würselen 1983 genutzt. Der Personenverkehr dort war drei Jahre zuvor eingestellt worden.
1983 wurde die Alsdorfer Grube Anna unterirdisch mit der Grube Emil Mayrisch verbunden. Die gesamte Kohle, auch die Alsdorfer, wurde fortan in Siersdorf zu Tage gefördert und von dort per Bahn abtransportiert. Die Güterzugbildungsvorschriften der BD Köln vom Sommer 1985 enthalten eine ganze Reihe von Kohle-Ganzzüge mit Startbahnhof Grube Emil Mayrisch. Einige davon haben als Ziel Alsdorf (die Kokerei blieb in Betrieb), es finden sich aber auch die Zielorte Born (Niederlande, Kanalhafen), Zolder (Belgien, letzte Zeche), Völklingen / Fürstenhausen (Saarland, Stahlhütte), Neuss-Hessentor am Rhein (Hafen), Großkrotzenburg am Main (Hessen, Kraftwerk Staudinger) und Marl-Sinsen im Ruhrgebiet (Zeche Auguste Victoria). Auch nach Basel (Schweiz) wurde von Emil Mayrisch aus (abwechselnd mit anderen Startorten im Ruhrgebiet) Kohle transportiert. Zudem waren mehrere Züge von Ahlen (Zeche Westfalen) nach Alsdorf enthalten, die Kohle zum Kraftwerk Siersdorf brachten.
Im Zuge der Kohlekrise, deren Anfänge bereits Ende der 1950er-Jahre zu spüren waren, beschloss am 11. Dezember 1987 die sogenannte „Kohlerunde“ beim Bundeswirtschaftsministerium die Einstellung des Bergbaus in der Region Aachen innerhalb der kommenden fünf Jahre. Emil Mayrisch als letzte arbeitende Zeche (sieht man von der isoliert 20 km weiter nördlich liegenden Zeche Sophia-Jacoba ab) förderte zu dieser Zeit über 10.000 Tonnen pro Tag. Ebenfalls 1987 wurde in Alsdorf das Kraftwerk Anna stillgelegt. Die Förderung auf Emil Mayrisch endete schließlich am 18. Dezember 1992, kurz zuvor war die Kokerei in Alsdorf geschlossen worden. Damit endeten auch die Kohletransporte aus Siersdorf. Der 71 m hohe Betonförderturm, Wahrzeichen der Grube und weithin sichtbare Landmarke, wurde am 6. Mai 1994 gesprengt.
Es verkehrten jedoch weiterhin Züge mit Kohle zur Versorgung des 150-MW-Kraftwerks in Siersdorf, bis dieses 1996 ebenfalls stillgelegt wurde. Damit war der letzte bedeutende Güterkunde entfallen, und zum 22. Februar 1998 wurde die Strecke Mariagrube – Siersdorf gänzlich stillgelegt. Allerdings übernahm die EVS Euregio Verkehrsschienennetz GmbH kurz darauf die Ringbahn und die Strecke nach Siersdorf, bevor diese vom Eisenbahnverkehr entwidmet wurden, und sanierte die Ringbahn Abschnitt für Abschnitt.

### Entwicklung des Personenverkehrs

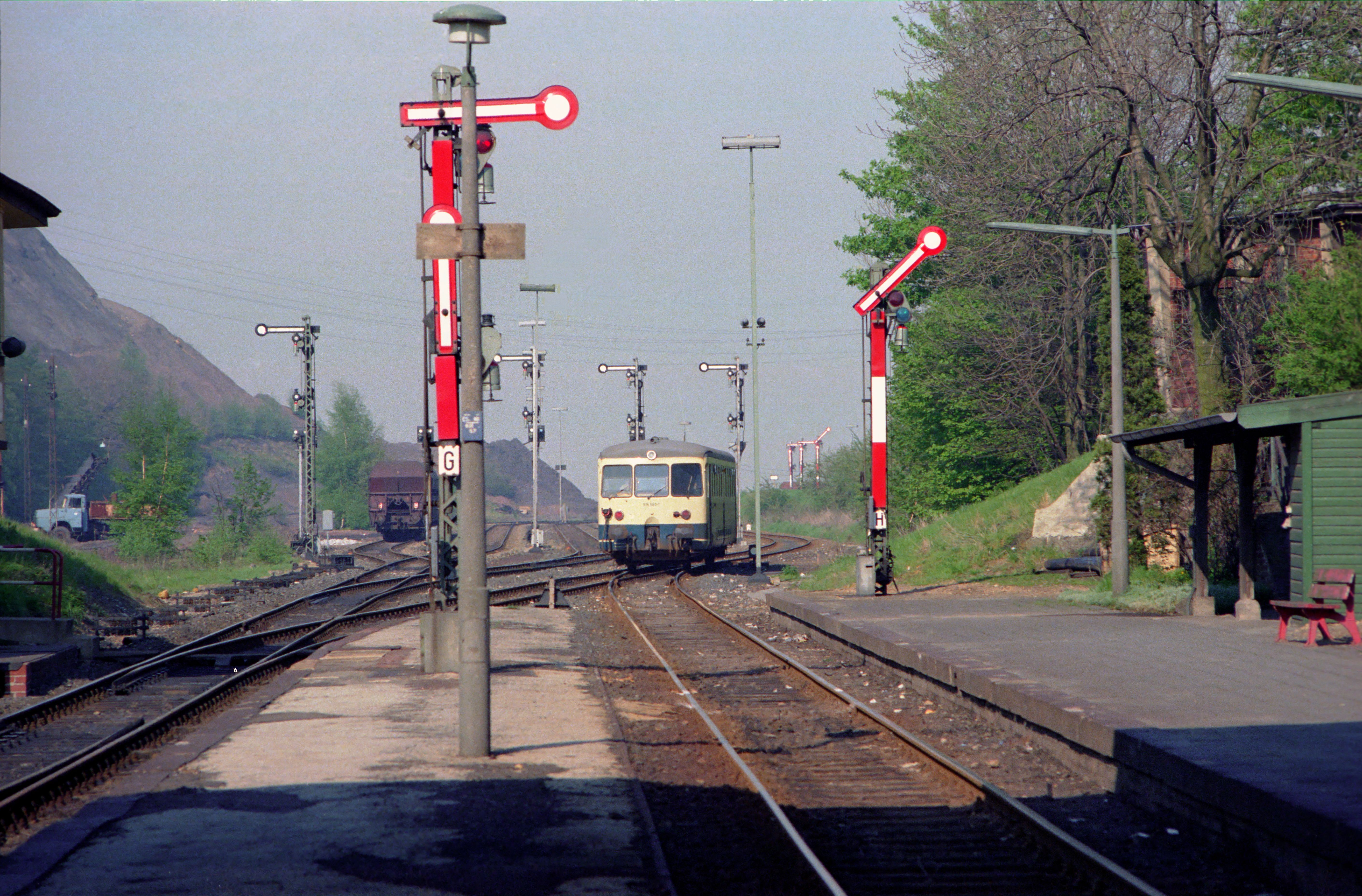
Bahnhof Mariagrube, untere Ebene, Blick in Richtung Siersdorf: Ausfahrt eines Zuges nach Jülich, im Hintergrund links die Gütergleise mit Kohlewagen für Emil Mayrisch (1979)

Erstmals enthalten ist die Mariagrube – Siersdorf – Grube Emil Mayrisch (in Streckenkarten oft mit „G. E. M.“ abgekürzt) im Sommerkursbuch 1953, allerdings mit dem Vermerk: „Betriebseröffnung von einem noch zu bestimmenden Tage ab“. Der Abschnitt Siersdorf – Grube Emil Mayrisch war von Anfang an bis zum Ende des Personenverkehrs nur für Arbeiter der Zeche freigegeben. In den ersten Jahren wurde ein recht umfangreiches Angebot gefahren, auch am Wochenende und in den Nachtstunden. So verkehrten vom Sommerfahrplan 1954 durchgehend bis zum Winterfahrplan 1958/59 an Wochentagen 19 Zugpaare, samstags 18 und sonntags 17. Allerdings schmolz dieses Angebot im Zuge des „Wirtschaftswunders“ mit zunehmender Motorisierung der Bevölkerung Zug und Zug immer weiter zusammen.
Ab Sommer 1978 verkehrten nur noch fünf Zugpaare (nur montags bis freitags), hiervon waren mehrere Züge von/nach Herzogenrath durchgebunden. Zum Sommer 1981 wurde das Angebot auf ein einziges Zugpaar reduziert, welches immer noch von/bis Herzogenrath durchlief. Im Winterfahrplan 1982/83 wurde dieses Zugpaar mit dem Hinweis versehen „Zug kann jederzeit ausfallen“. Der Sommerfahrplan 1983 verkündete schließlich, dass der Zugverkehr eingestellt sei. Die Einstellung erfolgte bereits Ende Dezember 1982.
Ende Dezember 1984 wurde auch auf der Ringbahn Herzogenrath – Stolberg der Personenverkehr eingestellt. Diesen hat die euregiobahn jedoch bis 2016 auf gesamter Länge wieder aufgenommen – nun erstmals in der Geschichte mit einem Taktfahrplan. Aktuell (Stand 2021) gibt es Pläne, auch die Strecke nach Siersdorf wieder zu reaktivieren und dabei bis Baesweiler zu verlängern, welches dadurch erstmals eine direkte Zugverbindung nach Aachen erhalten würde.

### Fahrzeugeinsatz
Im Personenverkehr verkehrten zunächst Dampfzüge, die nur Wagen der 3. Klasse führten. erst ab Winter 1954/55 verzeichnet das Kursbuch Triebwagen 3. Klasse (später 2. Klasse) mit neuen Schienenbussen der DB-Baureihe VT 95. Je nach Fahrgastzahlen verkehrten diese bei den Bahnbetriebswerken Stolberg und Jülich stationierten Fahrzeuge solo, mit Beiwagen oder vierteilig mit zwei Trieb- und zwei Beiwagen. Da die Beiwagen keinen Führerstand hatten, musste bei den zweiteiligen Garnituren der Triebwagen am Endbahnhof an das andere Zugende umsetzen. Hierzu gab es in Grube Emil Mayrisch Pbf neben dem Bahnsteiggleis ein Umsetzgleis. Im Sommerfahrplan 1963 erschien ein Akkutriebwagen der DB-Baureihe ETA 150, welcher neben der 2. Klasse über eine kleine Anzahl Plätze der 1. Klasse verfügte. Diese beim Bahnbetriebswerk Düren stationierten Fahrzeuge kamen auf dieser Strecke nur vereinzelt zum Einsatz. Überwiegend verkehrten weiterhin Schienenbusse, die ab 1959 ausschließlich vom Bahnbetriebswerk Stolberg und ab 1966 vom Bahnbetriebswerk Düren gestellt wurden. Als die DB zum Sommer 1978 im linksrheinischen Bereich der Direktion Köln sämtliche VT 95 ausmusterte, verkehrten nach Siersdorf für die letzten wenigen Jahre ausschließlich Akkutriebwagen, meistens Triebwagen ohne Beiwagen.
Im Güterverkehr beherrschten bis in die frühen 1970er-Jahre Dampflokomotiven das Bild, zuletzt im Bahnbetriebswerk Stolberg stationierte Lokomotiven der Baureihe 50. Die letzten Exemplare bespannt bis Anfang 1976 Kohlezüge ab Siersdorf. Ein Buchfahrplan von 1968 zeigt einen Ganzzug Gag 6106 von Emil Mayrisch nach Köln-Niehl Hafen mit einer Last von 1800 Tonnen. Seit den 1960er-Jahren traten mit zunehmender Tendenz Dieselloks in Erscheinung, insbesondere die Baureihen 215 und 290, gelegentlich auch 212, die bis 1983 beim Bahnbetriebswerk Düren stationiert waren. In den letzten Jahren waren die eingesetzten Diesellokomotiven beim Bahnbetriebswerk Aachen stationiert.

## Streckenbeschreibung

### Abzweig Kellersberg
Von der Bahnstrecke Herzogenrath – Stolberg  wurde 1953 eine nach dem Alsdorfer Stadtteil Kellersberg benannte Abzweigstelle eingerichtet, die über eine 700 m lange Verbindungskurve in den eine Ebene tiefer gelegenen Bahnhof Mariagrube an der Bahnstrecke Aachen-Nord – Jülich einmündet. Diese kurze Kurve erhielt eine eigene DB-Streckennummer (2557), bildete betrieblich und auch in vielen Unterlagen aber eine Einheit mit der eigentlichen Strecke 2556. Sie ermöglichte erstmals durchgehende Zugfahrten ohne Richtungswechsel zwischen Alsdorf und Jülich sowie der neu gebauten Strecke zur Grube Emil Mayrisch. Für Personenzüge wurde im engeren Bahnhofsbereich von Mariagrube ein Bahnsteig an dem Kurvengleis erbaut sowie ein paralleles Stumpfgleis mit einem weiteren Bahnsteig.

### Bahnhof Mariagrube

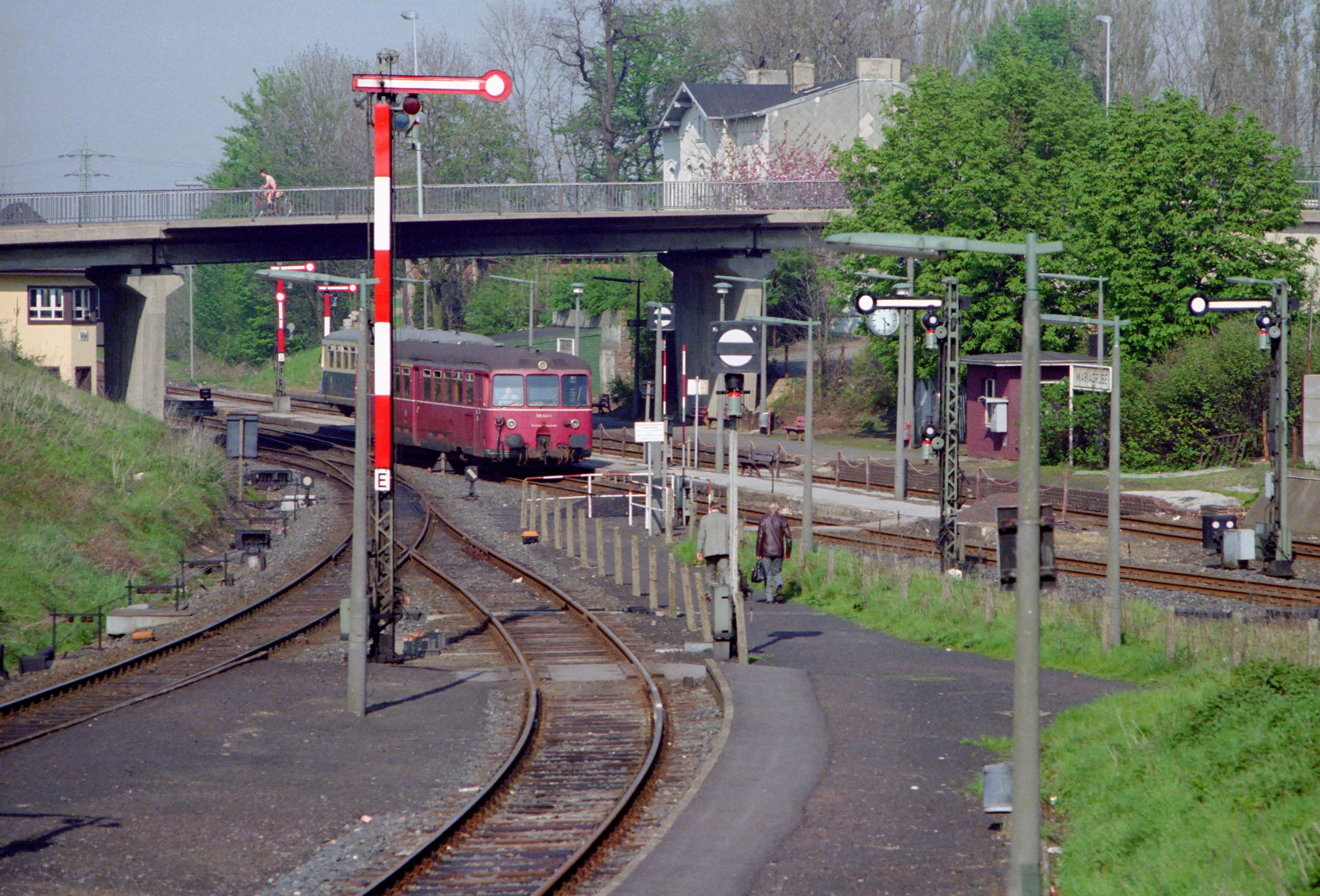
Begegnung zweier Züge der Strecke Aachen-Nord – Jülich in Mariagrube, vorne links die Kurve Richtung Herzogenrath (1979)

Hier treffen sich die Strecken
- Mariagrube – Grube Emil Mayrisch
- Aachen-Nord – Jülich
- Stolberg – Herzogenrath

### Haltepunkt Hoengen Nord

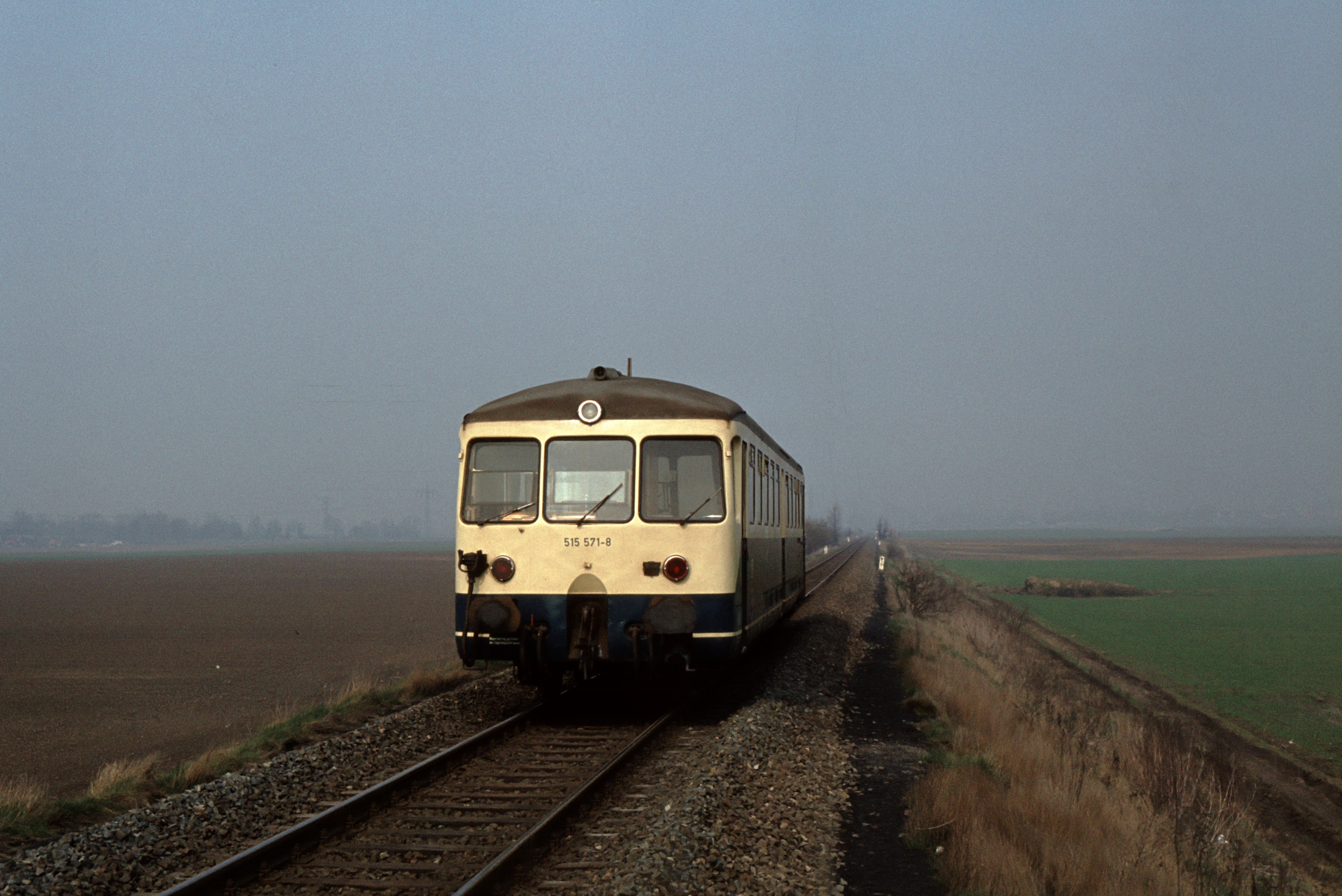
Akkutriebwagen nach Siersdorf hat soeben den Haltepunkt Hoengen Nord verlassen (1980)

Dieser Haltepunkt besaß ein kleines massiv gemauertes Wartehäuschen und lag etwas nördlich vom eigentlichen Ort Hoengen, welches bereits über eine, zeitweise sogar zwei Stationen an der Aachen-Jülicher Bahn verfügte. Außerdem wurde an der Strecke nach Stolberg 1953 ein Haltepunkt Hoengen-Begau eingerichtet. Der Bahnsteig von Hoengen Nord war für Züge bis 57 m Länge geeignet. Ursprünglich schrieb sich der Ort Höngen, seit 1962 erscheint er hingegen als Hoengen in den Fahrplänen. Ende Mai 1980 wurde der Personenverkehr zwischen Aachen-Nord und Jülich eingestellt, damit blieben für Hoengen nur noch die Haltepunkte Nord und Begau. Dies war nur von kurzer Dauer, denn vom Beginn des Sommerfahrplans 1982 an, also sieben Monate vor der Einstellung des Personenverkehrs nach Siersdorf, fuhren alle Züge in Hoengen-Nord ohne Halt durch. In Begau hielt 1984 der letzte Zug.

### Haltepunkt Siersdorf
Dieser Haltepunkt diente der Erschließung von Siersdorf, das zwar im Vergleich zu Hoengen etwas kleiner war und ist, dessen Haltepunkt aber näher am Schwerpunkt der Bebauung lag. Reisende, die nicht in der Grube arbeiteten, mussten spätestens in Siersdorf aussteigen, da das anschließende Stück nur für Werksangehörige zugelassen war. Im Kursbuch fand sich hierzu der Vermerk „nur für den Werkverkehr“. Der Bahnsteig lag stadtseitig vom Gleis, auf diesem befand sich ein kleines, hell verputztes Flachdach-Gebäude, das neben einer Wartemöglichkeit auch ein kleines DB-Stellwerk beherbergte.

### Bahnhof Grube Emil Mayrisch

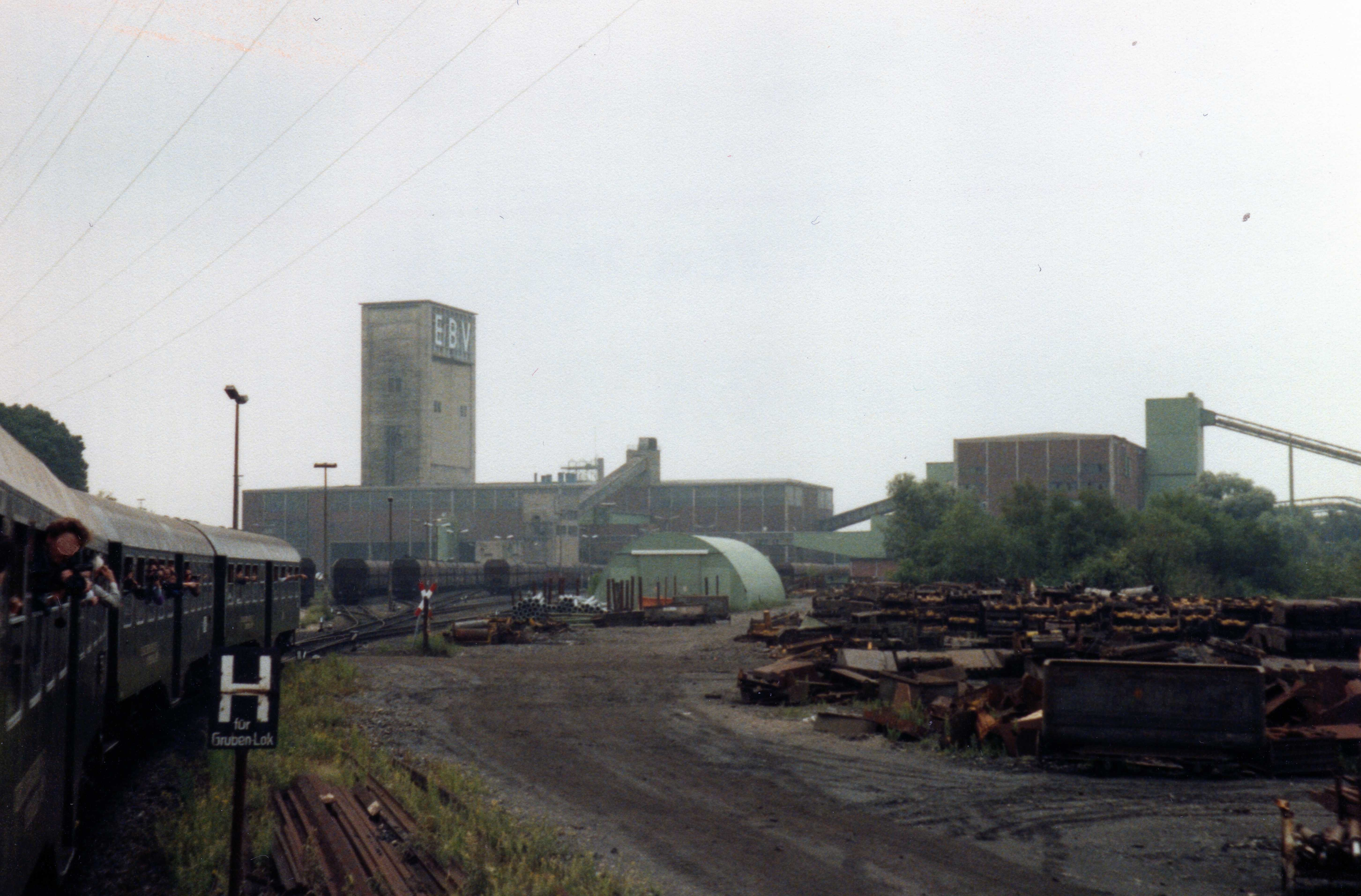
Sonderzug für Eisenbahnfreunde im Güterbahnhof der Grube Emil Mayrisch (16. Juni 1990)

Hier existierten zwei Bahnhofsteile: Für den Güterverkehr gab es einen großen Zechenbahnhof mit zahlreichen Gleisen für über 500 m lange Güterzüge, neben den Streckenloks der DB waren innerhalb des Zechengeländes bis zu dessen Stilllegung zum Rangieren einige Werks-Dampflokomotiven im Einsatz. Für die Personenzüge aus Mariagrube gab es einen separaten Werksbahnhof mit einem einfachen, aber geräumigen Unterstellhaus aus Backstein, einem Bahnsteiggleis und einem Umsetzgleis.